# Wilhelm Bücher

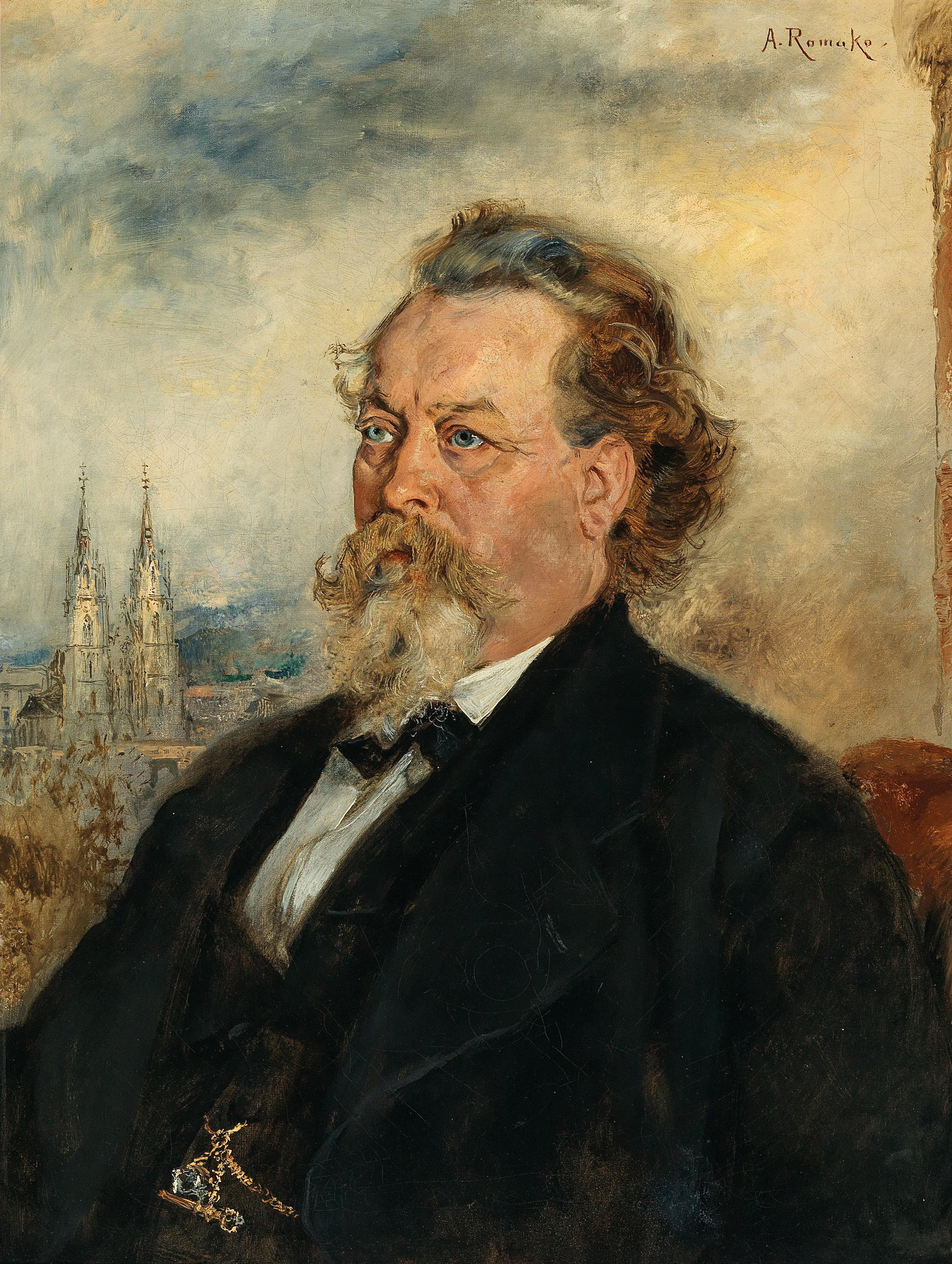
Anton Romako: Bildnis Wilhelm Bücher mit der Stiftskirche Admont, um 1869

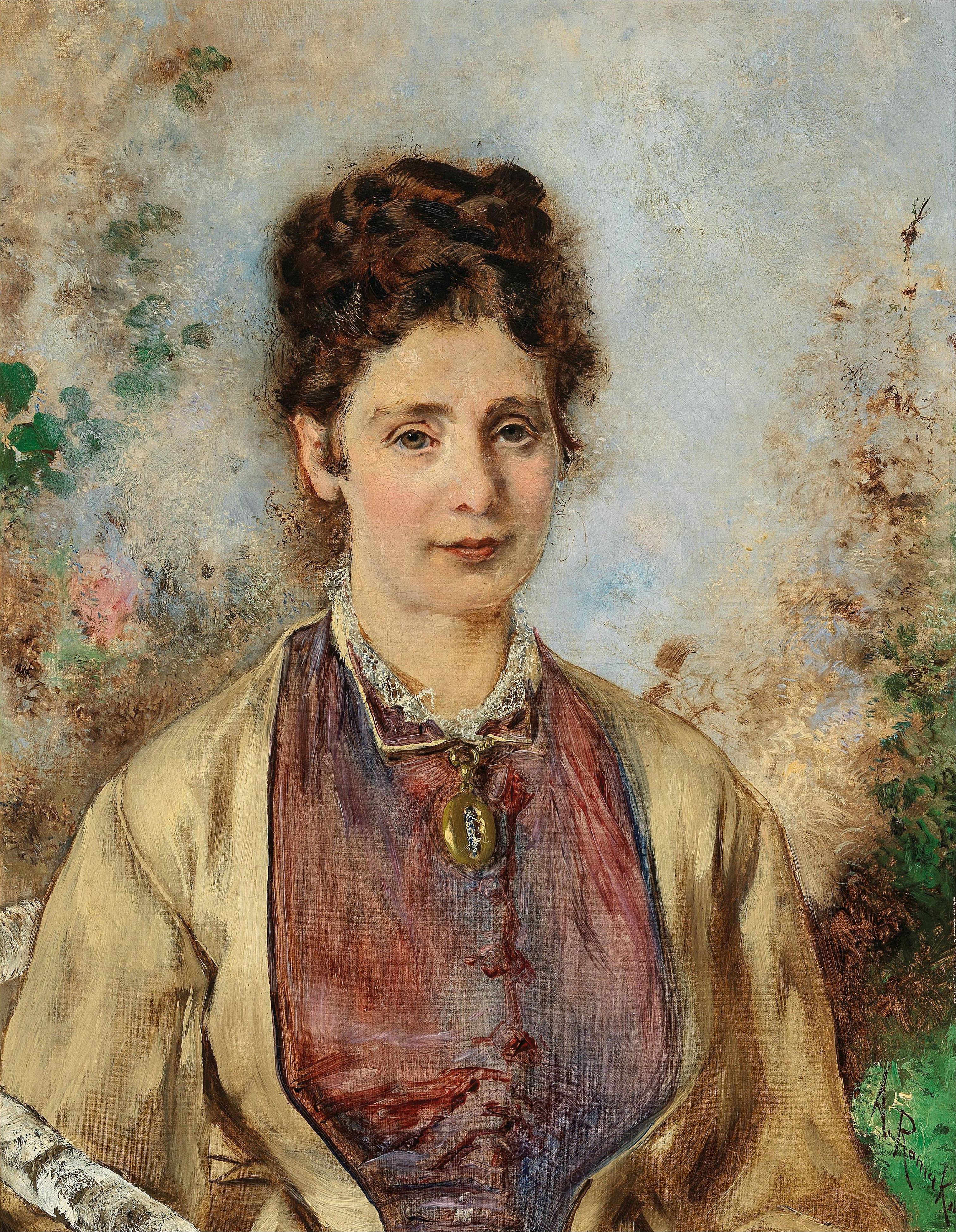
Anton Romako: Bildnis der Ehefrau Therese Bücher, um 1869

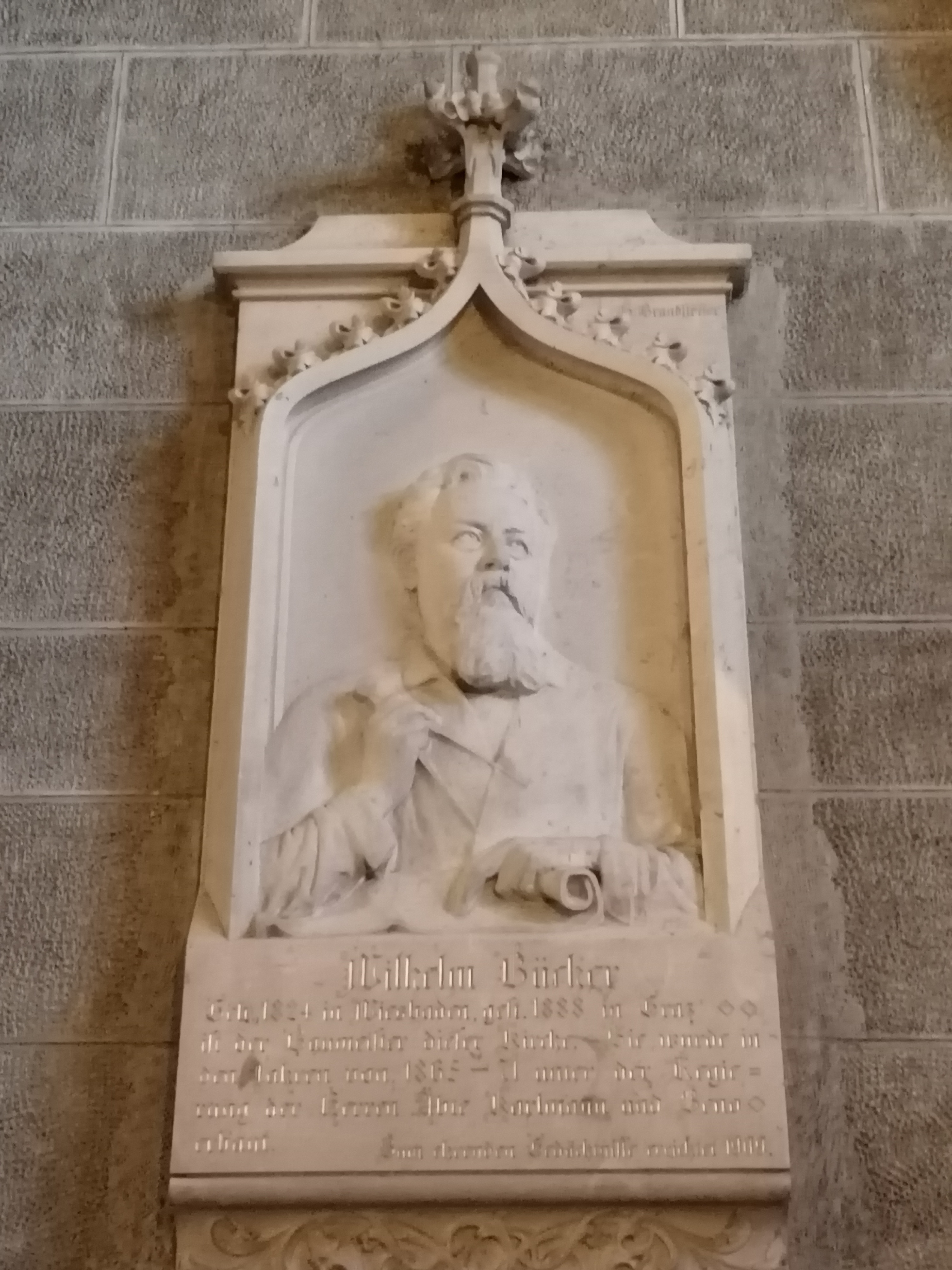
Epitaph Wilhelm Büchers in der Admonter Stiftskirche

Wilhelm Bücher (* 17. Januar 1824 in Wiesbaden; † 18. Juli 1888 in Graz) war ein deutsch-österreichischer Architekt.
Bücher studierte Architektur an den Technischen Hochschulen Darmstadt, München und Karlsruhe.
Schon 1863 verlagerte Bücher seinen Tätigkeitsschwerpunkt nach Österreich. Nach dem Stiftsbrand des Jahres 1865 errichtete er von 1866 bis 1869 den Neubau der Stiftskirche Admont unter Einbeziehung des wiederhergestellten gotischen Chores und der romanischen Westtürme als neugotische Gewölbebasilika in klarer Formensprache. Eine bautechnische Besonderheit dieser Kirche stellt die umfangreiche experimentelle Verwendung vorgefertigter architektonischer Einzelformen in Perlmooser Portlandzement dar.
1868 wurde das nach Büchers Entwürfen errichtete Gymnasium Philippinum in Marburg fertiggestellt (1969 abgebrochen).
In Graz erbaute Bücher das Hauptzollamt sowie von 1873 bis 1874 das Palais Apfaltrern in Graz (Brandhofgasse 5) für Baron Otto Apfaltrer von Apfaltrern im Stil der Neorenaissance. Im damals südsteirischen Cilli (heute Celje, Slowenien) errichtete er den Westturm der Domkirche. Ein Projekt zur Restaurierung des Grazer Domes blieb unausgeführt. Dieser sollte nach Büchers Entwürfen einen gemauerten Turm bekommen, was jedoch an fehlenden Geldmitteln für die Ausführung scheiterte.
Für seine Verdienste um den Wiederaufbau der Admonter Stiftskirche wurde er 1869 von der Marktgemeinde Admont zum Ehrenbürger ernannt und 1870 von Kaiser Franz Joseph I. mit dem Goldenen Verdienstkreuz mit der Krone ausgezeichnet.
Ein Doppelportrait Büchers und seiner Gattin Therese mit einer Ansicht der Admonter Stiftskirche im Hintergrund wurde von Anton Romako geschaffen. In der Eingangshalle der Stiftskirche erinnert ein 1909 von Hans Brandstetter geschaffenes Portraitrelief an den Architekten.